# Buddam
Buddam es una aldea localizada en el distrito de Guntur del Estado de la India de Andhra Pradesh. Se encuentra en el mandalato de Karlapalem, y su superficie es de 485 hectáreas.

## Historia
El nombre Buddam proviene del monasterio de Bouddha Aramam. El departamento arqueológico encontró numerosas reliquias budistas en esta aldea y sus alrededores, y algunas de ellas se conservan en Amarāvatī y en Hyderabad. Una gran acumulación de esculturas budistas de bronce que data del siglo VIII d. C., conocidas como el Tesoro de Buddhapad, se descubrió en Buddam en el siglo XIX, y ahora se encuentra en el Museo Británico.

## Geografía
Buddam está situada al noreste de la sede del mandalato, Karlapalem, en las coordenadas 15°57′20″N 80°34′06″E / 15.9556, 80.5683. Se extiende sobre un área de 485 ha (1198,5 acre).

## Gobierno
El Gram panchayat de Buddam es la entidad de gobierno local de la aldea. Se divide en barrios y cada uno está representado por un miembro.

## Educación
Según el informe escolar del año académico 2018-19, la aldea solo cuenta con una escuela rural.

## Lugar de visita
- Pavan Kumar: Templo del Señor Anjaneya. Fundado por el difunto Siddha Purusha "Sri Ramsharan Maharaj". En la aldea de Buddham se conserva un ídolo hanuman,  llamado "Pavan Kumar". En el enlace siguiente se describe la historia del lugar: www.sadgurusriramasaran.com  (enlace roto disponible en este archivo)..